# بذلة جافة

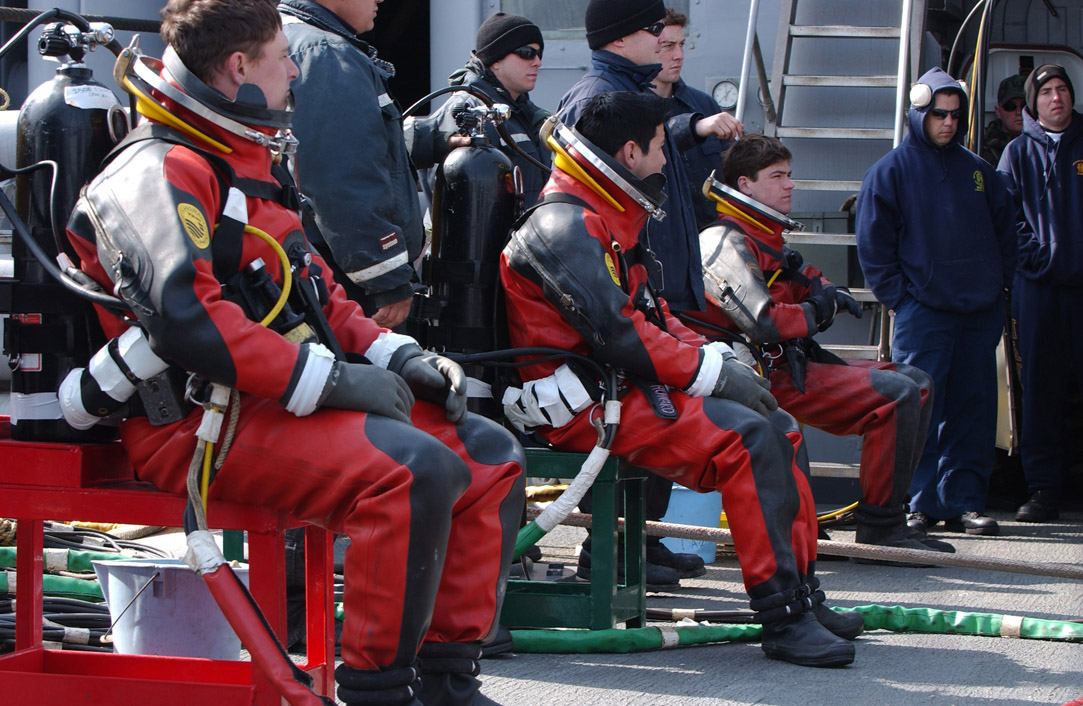
صورة غواصون في البحرية الأمريكية يستعدون للغوص الجاف

البذلة الجافة أو drysuit هي بذلة مطورة للحماية عن طريق العزل الحراري والعزل من الماء، وترتدى من قبل الغواصين، عشاق الرياضات المائية، وغيرهم ممن يعمل أو يلعب في الماء البارد أو الملوث أو بالقرب منه. عادة ما تحمي البدلة الجافة الجسم كله باستثناء الرأس واليدين وربما القدمين. ومع ذلك، في المياه الخطرة، يتم تغطية كل الجسم.
الفرق الرئيسي بين البدلات الجافة وبدلات الغطس هو أن البدلات الجافة مصممة لمنع دخول المياه. يسمح هذا بشكل عام بعزل أفضل مما يجعلها أكثر ملاءمة للاستخدام في الماء البارد. يمكن أن تكون البدلات الجافة ساخنة بشكل غير مريح في الهواء الدافئ أو الساخن، وعادة ما تكون أكثر تكلفة وأكثر تعقيدًا.
بالنسبة للغواصين، يضيفون درجة معينة من التعقيد التشغيلي حيث يجب تضخيم البدلة وتفريغها مع تغييرات في العمق من أجل تقليل «الضغط» على السقوط أو الصعود السريع غير المنضبط بسبب الطفو المفرط.
توفر البدلات الجافة حماية حرارية سلبية: فهي تحمي من انتقال الحرارة إلى الجسم. عندما يكون هذا غير كافٍ، يمكن توفير الاحترار أو التبريد النشط، عادةً عن طريق بدلة الماء الحرارية، وهي بدلة غطس مزودة بمياه ساخنة أو مبردة من السطح، ولكن من الممكن أيضًا توفير ملحقات التدفئة الكيميائية أو الكهربائية لتجفيف البدلة.